# Vinkt
Vinkt est une section de la ville belge de Deinze située en Région flamande dans la province de Flandre-Orientale. C'était une commune à part entière avant la fusion des communes de 1977.
Elle fut le théâtre du massacre de Vinkt le 27 mai 1940 : Lors de l'invasion allemande à la bataille de la Lys, la résistance acharnée des Chasseurs ardennais infligea de si lourdes pertes à la 225e division d'infanterie de la Wehrmacht que des soldats, en proie à la peur de francs-tireurs imaginaires (comme en 1914 ), massacrèrent des dizaines de civils non armés .

## Démographie

### Évolution démographique
- Sources : INS, Rem. : 1831 jusqu'en 1970 = recensements, 1976 = nombre d'habitants au 31 décembre[4].